# Tobias Hedström
 Tobias Hedström, né le 3 décembre 1998, est un  skieur alpin suédois.

## Biographie
En 2019 à Val di Fassa il est champion du monde juniors du combiné.
En décembre 2019, il obtient son premier podium en Coupe d'Europe en prenant la 3e place du combiné de Santa Caterina.
En mars 2021, il monte sur le podium des championnats de Suède en prenant la 3e place du slalom géant à Åre.
Il met fin à sa carrière en avril 2023.

## Palmarès

### Coupe du monde
- 5 épreuves disputées

### Championnats du monde juniors
| Épreuve / Édition          | Descente | Super G | Slalom géant | Slalom  | Combiné | Team event |
| Mondiaux 2018 Davos        | 25e      | 9e      | 35e          | Abandon | Abandon | -          |
| Mondiaux 2019 Val di Fassa | 25e      | 20e     | Abandon      | Abandon | Or      | -          |

### Coupe d'Europe
2 tops-10 dont 1 podium : 3e en décembre 20219 dans le combiné de Santa Caterina

#### Classements
| Saison / Épreuve | Saison / Épreuve | Général | Général | Descente | Descente | Super G | Super G | Géant  | Géant  | Slalom | Slalom | Combiné | Combiné |
| ---------------- | ---------------- | ------- | ------- | -------- | -------- | ------- | ------- | ------ | ------ | ------ | ------ | ------- | ------- |
| Saison / Épreuve | Saison / Épreuve | Class.  | Points  | Class.   | Points   | Class.  | Points  | Class. | Points | Class. | Points | Class.  | Points  |
| 2020             | 2020             | 47e     | 161     | -        | -        | 57e     | 11      | 64e    | 8      | 29e    | 82     | 7e      | 60      |